# El Molí del Llobet
El Molí del Llobet és una obra de Vic (Osona) inclosa a l'Inventari del Patrimoni Arquitectònic de Catalunya.

## Descripció
Edifici civil. Construcció de planta rectangular, situada sobre un talús de la riba dreta del Gurri i orientada de Nord a Sud. Consta de soterranis, on hi ha les moles, el primer pis, on hi ha el portal d'accés, i uns porxos a la part superior que serveixen de graner. En aquest pis hi ha diverses obertures rectangulars als murs laterals.
És construït amb pedra blavosa unida amb morter de calç fins al primer pis, la resta és de tàpia arrebossada.
L'estat de conservació és regular, ja que ha perdut les seves funcions i serveis com a magatzem.

## Història
Antic molí de Llobet, la història del qual va unida a la del mas i com aquest es degué construir a les darreries del segle xix o principis del xx. Malgrat tot, la història del Llobet prové de més antic i es troba documentat des del segle xvi.
Cal remarcar el mas que es troba unit al molí, així com la capella.